# Česko-lotyšský spolek
Česko-lotyšský spolek je nevládní, nepolitický, zájmový spolek. Cílem spolku je napomáhat všestrannému rozvoji styků mezi Českou republikou a Lotyšskou republikou v oblasti kultury, vzdělání, turistiky a ekonomiky, propagovat historii i současnost lotyšského národa, jeho kulturu a jazyk. 

## Historie

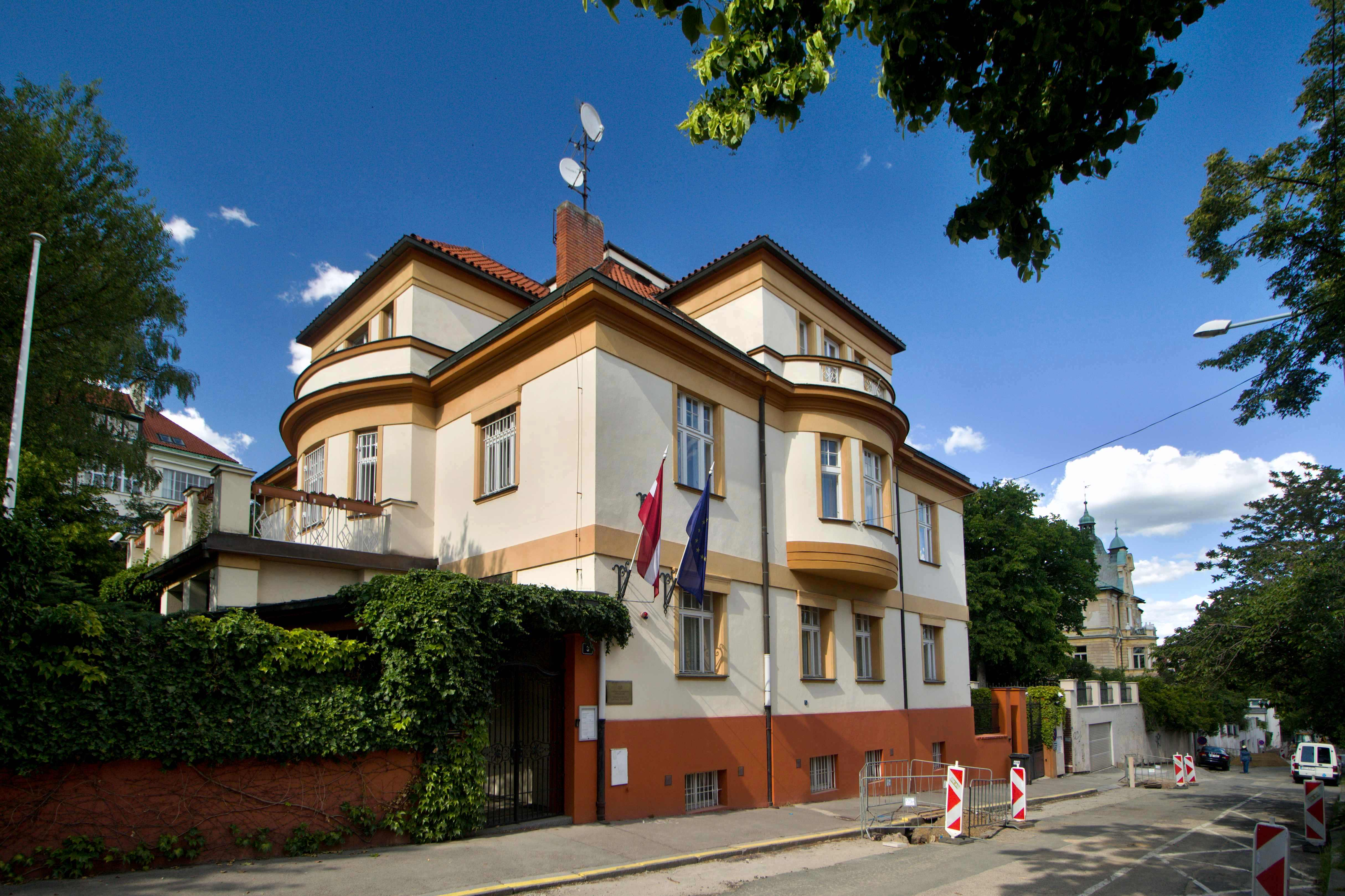
Budova lotyšského velvyslanectví v Praze-Královských Vinohradech

Spolek vznikl dne 22. června 1990 pod názvem Česko-lotyšský klub a navazuje na historické tradice přátelství mezi českým a lotyšským národem, zejména na činnost meziválečné Československo-lotyšské společnosti. Česko-lotyšský spolek založili přátelé Lotyšska, kteří v letech 1990–1991 spolupořádali demonstrace a petiční akce za uznání obnovené nezávislosti pobaltských republik. K těmto aktivitám se tehdy svým podpisem připojilo téměř 30 000 československých občanů. Od roku 1993 spolek úzce spolupracuje s Velvyslanectvím Lotyšské republiky v Praze, kde bylo v roce 1997 založeno Lotyšské kulturní centrum. Název Česko-lotyšský spolek nese sdružení od roku 2015.